# (42733) Andrebaranne
(42733) Andrebaranne es un asteroide perteneciente al cinturón de asteroides, región del sistema solar que se encuentra entre las órbitas de Marte y Júpiter.
Fue descubierto el 15 de septiembre de 1998 por el equipo del ODAS desde el Centro de Investigaciones en Geodinámica y Astrometría en Caussols.

## Designación y nombre
Designado provisionalmente como 1998 RH2, fue nombrado en honor de André Baranne (1931–2021), quien fue un astrónomo francés que fundó el Laboratorio Óptico del Observatorio de Marsella. Fue el padre de los modernos espectrógrafos de velocidad radial, que permitieron la detección del primer exoplaneta por Michel Mayor y Didier Queloz en 1995 en el Observatorio de Haute-Provence.

## Características orbitales
Andrebaranne está situado a una distancia media del Sol de 2,643 ua, pudiendo alejarse hasta 3,172 ua y acercarse hasta 2,113 ua. Su excentricidad es 0,200 y la inclinación orbital 4,464 grados. Emplea 1569,07 días en completar una órbita alrededor del Sol.

## Características físicas
La magnitud absoluta de Andrebaranne es 14,89. Tiene 2,648 km de diámetro y su albedo se estima en 0,438.